# Walenty Szała
Walenty Szała (ur. 7 lutego 1897 w Słupi, zm. 20 sierpnia 1987) – polski żołnierz i powstaniec, podporucznik WP, uczestnik I wojny światowej (1916-1918), powstaniec wielkopolski (1918-1919), uczestnik wojny polsko-bolszewickiej (1919-1921), powstaniec śląski (1921), uczestnik kampanii wrześniowej (1939), uczestnik walk o Monte Cassino (1944) i Bolonię (1945). Kawaler Orderu Odrodzenia Polski.

## Życiorys
Urodził się 7 lutego 1897 w Słupi w powiecie poznańskim jako syn Franciszka i Agnieszki z domu Mała. W latach 1903–1911 uczęszczał do niemieckiej szkoły w Słupi. Następnie pracował w gospodarstwie ojca.
W 1916 roku został powołany do armii niemieckiej (służył w kawalerii). Wysłany na front zachodni, przebywał tam do końca wojny. Wrócił do Słupi.

### II RP (1918-1939)
Wziął czynny udział z bronią w ręku w powstaniu wielkopolskim od 27 grudnia 1918 do 6 stycznia 1919 przy rozbrajaniu niemieckich kolonistów w okolicach Dopiewa. Dowódcą oddziału był Andrzej Kopa. Brał udział w zdobywaniu lotniska w ówczesnej podpoznańskiej wsi Ławica. 7 stycznia 1919 wstąpił jako ochotnik do 1 pułku strzelców konnych Straży Poznańskiej. Pełnił służbę powstańczą w konnych patrolach. Brał udział w oswobodzeniu Poznania.
Uczestnik wojny polsko-bolszewickiej. W 1921 walczył w III powstaniu śląskim w Sosnowcu, przekazywał także pieniądze „rządowe” walczącym powstańcom śląskim (kilkakrotnie jeździł na Śląsk jako kurier). 28 października 1921 zwolniony z wojska na własne życzenie.
Następnie pracował w Poznaniu jako urzędnik Zakładów Ubezpieczeń Krajowych (pomocnik biurowy). Należał do utworzonego w 1933 roku Towarzystwa Byłych Żołnierzy 15 pułku Ułanów Poznańskich.

### II wojna światowa (1939-1947)
24 sierpnia 1939 został zmobilizowany do 50 pułku piechoty. Walczył w bitwie nad Bzurą w armii gen. Tadeusza Kutrzeby w taborach jako kierowca. Żona z dziećmi została wysiedlona z mieszkania, ale uniknęła wywiezienia do Generalnej Guberni i całą okupację spędziła w Poznaniu. Po przegranej bitwie przedzierał się przez Warszawę w kierunku Łucka. Tam dostał się do niewoli radzieckiej (21.09.1939).
W obozach jenieckich (w tajdze za Uralem) przebywał do 29 sierpnia 1941 roku. Zwolniony na mocy układu Sikorski-Majski wraz z armią gen. Władysława Andersa opuszcza Związek Radziecki. 15.04.1942 roku przebywał w Iranie. Służył w 15 pułku Kawalerii Zmechanizowanej. Z Iranu został z jednostką przeniesiony do Palestyny, gdzie w 1942 zwiedził Jerozolimę.
Od 20 czerwca 1943 do 9 maja 1945 służył w kompanii ratowniczej, która zajmowała się ewakuowaniem rannych i dowożeniem amunicji. Walczył pod Monte Cassino i Bolonią. W marcu 1946 przebywał w Rzymie. Był na audiencji u papieża Piusa XII. Po zakończeniu wojny stacjonował w kompanii wartowniczej w brytyjskiej strefie okupacyjnej w Niemczech. Następnie do końca 1946 przebywał w Wielkiej Brytanii. Przez okres okupacji żona Zofia poszukiwała męża przez Szwajcarski Czerwony Krzyż. Dzięki tej instytucji dowiedziała się, że jej mąż żyje i poznała jego wojenne losy.

### Powrót do Polski (1947-1987)
W 1947 wrócił do Polski (do Poznania). Pracował do emerytury jako urzędnik w PZU. Należał do Towarzystwa Byłych Żołnierzy i Przyjaciół 15 Pułku Ułanów Poznańskich, Stowarzyszenia Żołnierzy spod Monte Casino oraz do ZBoWiDu. W 1972 roku za udział w powstaniu wielkopolskim został awansowany do stopnia podporucznika.
Zmarł 20 sierpnia 1987 roku. 25 sierpnia 1987 roku został pochowany na cmentarzu komunalnym na Junikowie w Poznaniu.

## Odznaczenia
- Krzyż Kawalerski Orderu Odrodzenia Polski
- Medal Pamiątkowy za Wojnę 1918–1921
- Medal Dziesięciolecia Odzyskanej Niepodległości
- Wielkopolski Krzyż Powstańczy[2]
- Krzyż Litewsko-Białoruski
- Odznaka 15 Pułku Ułanów Poznańskich

## Życie prywatne
W 1934 w Poznaniu ożenił się z Zofią Golik (1913-1965). Mieli dwoje dzieci: Krystyna Romanowska (ur. 1937) oraz Edmund Szała (1939-2015).
Jego starszy brat Stanisław Szała (1895-1977) również był powstańcem wielkopolskim.